# Фонтенмор
Фонтенмо̀р (на италиански и на френски: Fontainemore, на местен диалект: Fontènemore, Фонтенемор, от 1939 до 1946 г. Fontanamora, Фонтанамора) е село и община в Северна Италия, автономен регион Вале д'Аоста. Разположено е на 760 m надморска височина. Населението на общината е 450 души (към 2014 г.).